# Wilhelm Hauff
Wilhelm Hauff, född den 29 november 1802 i Stuttgart, död där den 18 november 1827, var en tysk författare.
Hauff beträdde den litterära banan med utgivande av Märchenalmanach auf das Jahr 1826, som följdes av ytterligare två årgångar; de utkom sedan under titeln Märchen ("Sagor", 1872; 1905). Bland hans övriga arbeten kan nämnas Mittheilungen aus den Memoiren des Satans (1827; ofullbordad), Der Mann im Monde (samma år), som anses ämnad att persiflera den sötaktige, lättfärdige Carl Heuns (pseudonymen Heinrich Clauren) maner, men som av mängden mottogs som ett äkta arbete av denna pseudonym, Controverspredigt über Heinrich Clauren und den Mann im Monde (1827), Phantasien im Bremer Rathskeller (samma år), Hauffs mest humoristiska och intressanta arbete, samt novellerna Die Bettlerin vom Pont des arts ("Tiggarflickan ifrån Pont des arts", (1832), Jud Süß, Das bild des Kaisers ("Kejsarens bild", 1831) med flera, samlade under titeln Novellen (3 band, 1828). Under Walter Scotts inflytande står den historiska romanen Lichtenstein (3 band, 1826; svensk översättning 1890). Hauff skrev även lyriska dikter, som anknyter till folkdikten. Hauffs Sämtliche Werke utkom 1830 (sedan många upplagor); ett urval av Mendheim (1881) är också mycket spritt.